# Награды и почётные звания Виктора Садовничего
Ректор Московского университета В. А. Садовничий удостоен множества наград и почётных званий, перечисленных в этом списке.

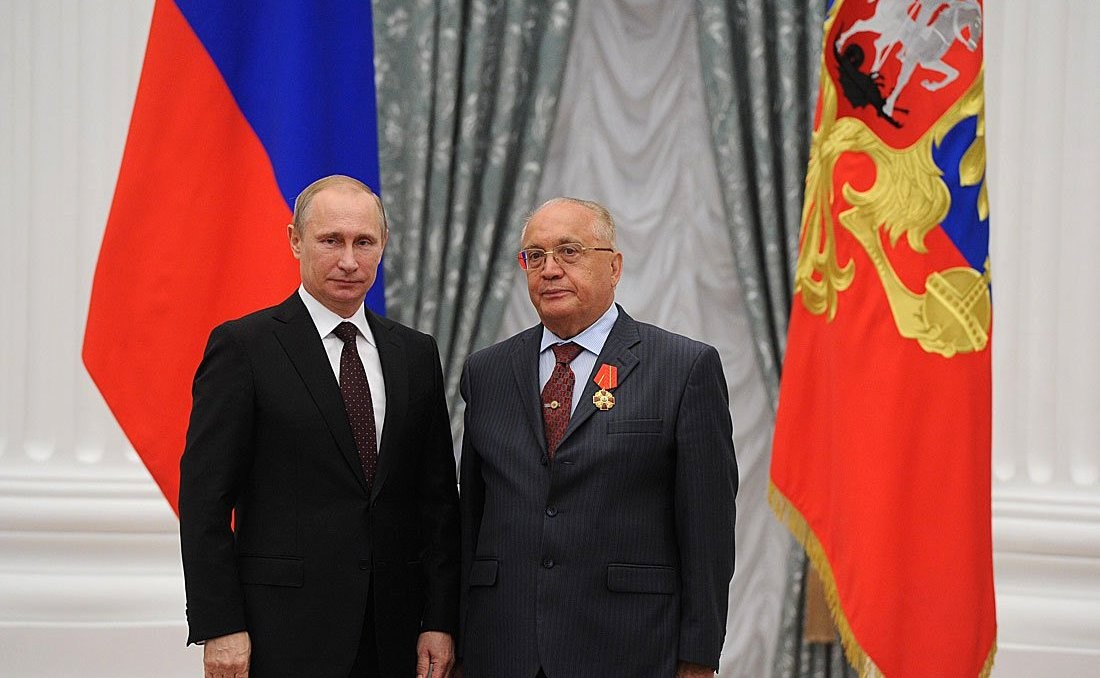
Награждение Орденом Александра Невского.
31 июля 2014 года

## Награды и премии за вклад в науку и образование
- Премия имени М. В. Ломоносова за цикл работ «Обратные задачи спектрального анализа» (1973);
- Государственная премия СССР за работы в области математики и механики (1989);
- Государственная премия РФ за работу «Управление движением при сенсорных нарушениях в условиях микрогравитации и информационное обеспечение максимального контроля качества визуальной стабилизации космических объектов» (2001);
- Государственная премия России в области науки и техники (2002);
- Золотая медаль имени М. В. Келдыша РАН за работы по спектральной теории операторов (2006);
- Две премии Правительства Российской Федерации в области образования (2006, 2012);[1]
- Премия Правительства Российской Федерации в области науки и техники (2011);
- Межгосударственная премия СНГ «Звёзды Содружества» в области гуманитарной деятельности (2012)[2].

## Государственные награды СССР
- Медаль «За доблестный труд. В ознаменование 100-летия со дня рождения В. И. Ленина»;
- два ордена Трудового Красного Знамени (1980, 1986).

## Государственные награды Российской Федерации
- Герой Труда Российской Федерации (3 апреля 2024 года) — за выдающиеся заслуги в области науки, подготовке высококвалифицированных специалистов и активную общественно-политическую деятельность[3].

Полный кавалер ордена «За заслуги перед Отечеством»:
- Орден «За заслуги перед Отечеством» I степени (16 апреля 2019 года) — за выдающийся вклад в развитие отечественного образования и многолетнюю научно-преподавательскую деятельность[4].
- Орден «За заслуги перед Отечеством» II степени (25 января 2005 года) — за выдающийся вклад в развитие отечественного образования и многолетнюю научно-преподавательскую деятельность[5];
- Орден «За заслуги перед Отечеством» III степени (2 апреля 1999 года) — за заслуги в научной деятельности, подготовке высококвалифицированных кадров и многолетний добросовестный труд[6];
- Орден «За заслуги перед Отечеством» IV степени (30 марта 2009 года) — за большие заслуги в области науки, образования и подготовку квалифицированных специалистов[7];
- Орден Александра Невского (5 марта 2014 года) — за достигнутые трудовые успехи, значительный вклад в социально-экономическое развитие Российской Федерации, заслуги в гуманитарной сфере, укреплении законности и правопорядка, реализации внешнеполитического курса Российской Федерации, многолетнюю добросовестную работу и активную общественную деятельность[8].
- Благодарность Президента Российской Федерации (14 января 2003 года) — за активное участие в организации и проведении основных мероприятий Года Украины в Российской Федерации[9].
- Благодарность Президента Российской Федерации (30 июня 2006 года) — за активное участие в подготовке и проведении Первого форума творческой и научной интеллигенции государств — участников Содружества Независимых Государств, состоявшегося в г. Москве 14-15 апреля 2006 г.[10].

## Награды Правительства Российской Федерации
- Медаль Столыпина П. А. I степени (25 марта 2024 года) — за большие заслуги в области науки, образования и подготовку квалифицированных специалистов[11].

## Награды Московского университета
- юбилейный знак «225 лет Московскому государственному университету имени М. В. Ломоносова» (1980);
- почётное звание «Заслуженный профессор Московского университета» (1999);
- юбилейный знак «250 лет Московскому государственному университету имени М. В. Ломоносова» (2005).

## Награды Русской православной церкви
- орден Святого Благоверного князя Даниила Московского II степени (Русская православная церковь) (1997);
- орден святителя Иннокентия митрополита Московского и Коломенского II степени (Русская православная церковь) (1999);
- орден Преподобного Сергия Радонежского I степени (Русская православная церковь) (2009);
- орден Святого Благоверного князя Даниила Московского I степени (Русская православная церковь) (2019)[12];
- орден святителя Иннокентия митрополита Московского и Коломенского I степени (Русская православная церковь) (2024)[13].

## Награды министерств, ведомств и субъектов федерации
- Медаль «В память 850-летия Москвы» (1997);
- Медаль К. Д. Ушинского (1999);
- Медаль «За заслуги перед Томским государственным университетом» (1999);
- Звание «Заслуженный деятель науки Кабардино-Балкарской республики» (2003);
- Почётная грамота Государственной Думы Федерального Собрания РФ (2004);
- Почётная грамота Кабардино-Балкарской республики (2005);
- Орден «За заслуги перед университетом» (Ростовский государственный университет, 2005);
- Почётный гражданин Москвы (9 февраля 2008 года);
- Знак отличия «За заслуги перед Москвой» (1 апреля 2009 года) — за заслуги в развитии высшей школы, большой вклад в подготовку высококвалифицированных кадров, многолетнюю научную и преподавательскую деятельность[14];
- Медаль Следственного комитета РФ «За заслуги» (24 ноября 2015 года);
- Медаль ордена «За заслуги перед Чувашской Республикой» (10 апреля 2017) — за вклад в развитие образования и науки в Чувашской Республике[15]
- Орден Дружбы народов Республики Башкортостан (29 марта 2019 года)[16].
- Грамота Федеральной службы Российской Федерации по надзору в сфере образования и науки (2019) — за многолетний вклад в систему оценки качества высшего образования[17].
- Орден Почёта Кузбасса (2019, Кемеровская область).
- Почётный знак «За укрепление мира и дружбы народов» (26 марта 2024 года, Якутия) — за значительный вклад в развитие мира и дружбы, сотрудничества и взаимопонимания между народами, укрепление государственности, многолетнюю плодотворную научную и образовательную деятельность[18].

## Награды общественных организаций и фондов
- серебряная медаль Выставки достижений народного хозяйства СССР (1980);
- диплом им. Ю. А. Гагарина Центра подготовки космонавтов СССР (1986);
- медаль им. К. Э. Циолковского (Федерация космонавтики СССР, 1987);
- памятная медаль РАЕН им. П. Л. Капицы (1990);
- диплом Союза журналистов России (2000);
- лауреат национальной премии бизнес-репутации «Дарин» Российской Академии бизнеса и предпринимательства (2001);
- почётный знак «Совет Безопасности Российской Федерации» (2003);
- национальная премия «Человек года» (Русский биографический институт, 1995, 1998, 2001, 2003);
- премия «Деловые люди-2004» в номинации «Образование и дело» (Всероссийский экономический журнал «Деловые люди», 2004);
- премия и золотая медаль Фонда Ирины Архиповой (2005);
- диплом и медаль Международной ассоциации Академий наук «За содействие развитию науки» (2005);
- орден «Ответственность и Благородство» I степени (общественная награда «Национальное величие», 2006);
- лауреат национальной премии «Россиянин года» (2006)[19];
- почётная награда «Дарственное подношение имени Ивана Калиты» (Московская торгово-промышленная палата, 2008);
- Грамота Содружества Независимых Государств (3 сентября 2011 года) — за активную работу по укреплению и развитию Содружества Независимых Государств[20];
- Золотая медаль имени Льва Николаева (2012) — за существенный вклад в просвещение, популяризацию достижений науки и культуры;
- Премия имени Гейдара Алиева (2012, Всероссийский азербайджанский конгресс)[21];
- орден «Аль-Фахр» (Орден Почёта) высшая награда Совета муфтиев России (2015)[22];
- Юбилейная медаль Н. Д. Кондратьева (2017)[23].

## Государственные награды и премии других стран
- Золотая медаль мэра Еревана (Армения)[24];
- Памятная юбилейная медаль «Манас-1000» (Кыргызстан, 27 октября 1995 года) — за вклад в укрепление дружбы и сотрудничества между народами Кыргызской Республики и Российской Федерации[25];
- Орден «Достык» II степени (Казахстан, 22 октября 1998 года) — за заслуги перед республикой и плодотворную деятельность в соответствующих сферах, общественной жизни[26];
- Президентская премия мира и духовного согласия (Казахстан, 22 октября 1998 года) — за большие заслуги в укреплении дружбы, сотрудничества и научных связей между Казахстаном и Россией, подготовку квалифицированных специалистов различных отраслей для республики[27];
- Медаль Guvohnoma (Узбекистан, 1999);
- Почётная грамота студенческого самоуправления университета Сока (Япония, 1999)
- Командор ордена Почётного легиона (Франция);
- Орден «За заслуги» III степени (Украина, 30 марта 1999 года) — за весомый личный вклад в развитие экономического и научно-технического сотрудничества между Украиной и Российской Федерацией[28]; лишён награды 19 января 2025 года[29];
- Орден «За личное мужество» (ПМР, 2000);
- Знак «Юкас Хизматлари Учун» Государственного университета им. Мирзо Улугбека (Ташкент, 2000);
- Орден Республики (ПМР, 9 октября 2000 года) — за активную деятельность, проявленную при создании отделений социологии и политологии в Приднестровском государственном университете имени Т. Г. Шевченко, подготовку высококвалифицированных специалистов для Приднестровской Молдавской Республики и в связи с 10-летием со дня её образования[30];
- Орден Франциска Скорины (Белоруссия, 12 января 2001 года) — за большой личный вклад в развитие и укрепление дружбы и сотрудничества между народами Беларуси и России[31];
- Заслуженный деятель науки и техники Автономной Республики Крым (Автономная Республика Крым, Украина, 21 марта 2002 года) — за значительный личный вклад в социально-экономическое и культурное развитие Крыма, укрепление дружбы и сотрудничества между братскими народами[32]
- Орден «За заслуги» II степени (Украина, 6 декабря 2002 года) — за весомый личный вклад в развитие украинско-российского сотрудничества, активное участие в обеспечении проведения Года Украины в Российской Федерации[33]; лишён награды 19 января 2025 года[29];
- Орден «Данакер» (Кыргызстан, 18 марта 2003 года) — за большие заслуги в развитии науки и образования, сближении и интеграции высшей школы России и Кыргызстана[34];
- Орден «За дипломатические заслуги» (Республика Корея, 2004);
- звание «Заслуженный наставник Республики Узбекистан» (2004);
- Государственная премия Казахстана (2004);
- Орден Почёта (ПМР, 26 марта 2004 года) — за личный вклад в становление и развитие науки и образования в Приднестровской Молдавской Республике и в связи с 65-летием со дня рождения[35];
- Командор ордена Почётного легиона (Франция, 2005);
- нагрудный знак «Петро Могила» (Киев, 2005);
- почётная грамота «За особые заслуги перед украинским народом» (Верховная Рада Украины, 2005); лишён грамоты 19 января 2025 года[29];
- Орден «За бескорыстную службу» (Узбекистан, 2006)[36];
- Орден Восходящего солнца 2-й степени (Япония, 2008) — за вклад в научно-техническое сотрудничество и углубление взаимопонимания между народами двух стран[37][38];
- Орден Почёта (Южная Осетия, 25 марта 2009 года) — за многолетнюю и плодотворную научно-преподавательскую деятельность, большой личный вклад в дело подготовки высококвалифицированных специалистов для Республики Южная Осетия[39];
- Орден «За заслуги» I степени (ПМР, 25 марта 2009 года) — за личный вклад в укрепление и развитие дружбы и сотрудничества между Российской Федерацией и Приднестровской Молдавской Республикой, выдающиеся заслуги в области становления и развития науки и образования в Приднестровской Молдавской Республике и в связи с 70-летием со дня рождения[40];
- Орден «За заслуги» I степени (Украина, 26 марта 2009 года) — за выдающийся личный вклад в укрепление украинско-российского сотрудничества в области образования и науки, многолетнюю плодотворную научную и общественную деятельность[41][42]; лишён награды 19 января 2025 года[29];
- Орден «Честь и слава» I степени (Абхазия, 2010) — за большой личный вклад в сохранение и развитие высшего образования в Абхазии и подготовку кадров для республики[43].
- Орден «Барыс» III степени (Казахстан, 2011)[44];
- Орден Дружбы (Южная Осетия, 1 апреля 2015 года) — за большой личный вклад в развитие дружбы и сотрудничества между народами Республики Южная Осетия и Российской Федерации, активную и плодотворную деятельность по укреплению связей в области образования и науки[45];
- Медаль «25 лет независимости Республики Казахстан» (Казахстан, 2017)[46];
- Заслуженный деятель науки Республики Абхазия (Абхазия, 16 октября 2017 года) — за заслуги в научной деятельности, большой личный вклад в развитие высшего образования в Республике Абхазия, подготовку высококвалифицированных кадров[47];
- Орден «Дружба» (Узбекистан, апрель 2019 года)[48][49].

## Почётные звания
- академик Академии творчества СССР (1989), ныне — Международная академия творчества[50]
- действительный член РАЕН (1990)
- действительный член Академии технологических наук (1991)[51]
- действительный член и вице-президент Международной академии наук высшей школы (1992)[52]
- почётный доктор Монгольского государственного университета (1992)[37]
- высшая степень почёта университета Сока (Япония, 1992)
- почётный доктор университета Стамбула (Турция, 1993)[37]
- почётный доктор Ереванского государственного университета (1994)
- почётный доктор Университета «Црне Горе» (Республика Черногория, Союзная Республика Югославия, 1994)
- почётный доктор технических наук Университета Токай (Япония, 1994)[37]
- действительный член Международной академии наук (1994)
- почётный доктор Ташкентского государственного университета (Республика Узбекистан, 1994)[37]
- почётный доктор университета Сока (Япония, 1994)[37]
- почётный доктор Поморского международного университета имени М. В. Ломоносова (1994)[37]
- почётный доктор Белорусского государственного университета (1995)[37]
- почётный доктор Российского университета дружбы народов (1995)[37]
- почётный профессор Университета «БраhahКариh» (Союзная Республика Югославия, 1995)
- действительный член Российской академии ракетных и артиллерийских наук (1997)[53]
- почётный доктор Вьетнамского национального университета (1997)
- почётный член Академии наук Грузии (1997)
- действительный член Международной академии наук экологии, безопасности человека и природы (1997)
- почётный доктор Тульского государственного университета (1998)[54]
- член Международной академии астронавтики (1998)
- член исполкома Европейской Академии (1998)[55]
- почётный член Международных Сольвейских институтов[37] (Бельгия, 1998)
- почётный профессор университета Сока[37] (Япония, 1998)
- почётный доктор Женского колледжа университета Сока (Япония, 1998)
- почётный доктор гуманитарных наук государственного университета штата Нью-Йорк (1998)
- почётный профессор Казахского государственного национального университета им. Аль-Фараби[37] (1998)
- почётный доктор Санкт-Петербургского политехнического университета (1998)[56]
- почётный доктор Ростовского государственного университета (1999)[37]
- почётный доктор Челябинского государственного университета (1999)[37]
- почётное звание «Гражданин мира» Бостонского исследовательского центра развития цивилизации в XXI веке (1999)
- действительный член Международной академии им. Я. А. Коменского (1999)
- почётный профессор Северо-Осетинского государственного университета им. К. Л. Хетагурова (2000)
- иностранный член Национальной академии наук Украины (2000)
- почётный доктор Евразийского национального университета имени Л. Н. Гумилева (2000)
- член Римского Клуба (2000)
- почётный член Российской академии образования (2001)
- почётный доктор Таврического национального университета имени В. И. Вернадского (2001)
- почётный доктор Самаркандского государственного университета (2002)
- почётный доктор Карачаево-Черкесского государственного университета (2003)
- почётный гражданин Карачаевского городского муниципального образования (2003)
- почётный профессор Кабардино-Балкарского государственного университета имени Х. М. Бербекова (2003)
- почётный доктор Казанского государственного университета (2004)
- почётный доктор Брянского государственного университета (2004)[37]
- почётный профессор Томского государственного университета (2004)[37]
- иностранный член Национальной академии наук Республики Казахстан (2005)
- почётный профессор Ростовского государственного университета (2005)[37]
- почётный доктор Ноттингемского университета (Великобритания, 2005)[37]
- почётный доктор Государственного университета природы, общества и человека «Дубна» (2005)
- почётный доктор Кубанского государственного университета (2006)[37]
- почётный профессор Саратовского государственного социально-экономического университета (2006)[37]
- почётный профессор Международной академии маркетинга и менеджмента (2006)
- почётный доктор Амурского университета[37] (2006)
- почётный доктор Бакинского университета[37] (2007)
- почётный член научного общества Философско-экономическое учёное собрание
- почётный член Российской академии художеств[57] (2007)
- избран в Российский национальный комитет по теоретической и прикладной механике (2011)[58]
- иностранный член Национальной академии наук Республики Таджикистан (2008)
- почётный доктор Таджикского национального университета (2008)
- почётный доктор Национального медико-хирургического центра имени Н. И. Пирогова (2008).

## Утраченные почётные звания
- почётный доктор Днепровского национального университета имени Олеся Гончара — лишён звания в 2022[59]
- почётный доктор Киевского национального университета имени Тараса Шевченко — лишён звания в 2022[60]
- почётный доктор Харьковского национального университета имени В. Н. Каразина — лишён звания в 2022[61]

## Членство в организациях
- Президиум и Совет Российского общества политологов.[62]
- Попечительский совет Государственного академического Малого театра России.[63]
- Попечительский совет благотворительного фонда Олега Дерипаски «Вольное дело»[64].
- Наблюдательный совет фонда Московского инновационного кластера[65]

## Увековечение имени
В честь В. А. Садовничего были названы:
- Sadovnichij — астероид (7075), открытый 24 сентября 1979 года Н. С. Черных в Крымской астрофизической обсерватории, название присвоено 4 мая 1999 года[66].
- Академик Садовничий — сорт древовидных пионов[67][68] с махровыми и полумахровыми желтыми цветками[69].